# Dwór w Ludwinowie
Dwór w Ludwinowie – dwór w stylu klasycystycznym we wsi Ludwinów w gminie Leśna Podlaska w województwie lubelskim. Powstał w pierwszej połowie XIX wieku. Po II wojnie światowej popadł w ruinę. Został zrekonstruowany w latach 1988–1991.

## Historia
Folwark w Ludwinowie po raz pierwszy wzmiankowany był w źródłach w 1522 roku. Od 1569 do 1814 roku dobra znajdowały się we władaniu Radziwiłłów. Po 1820 roku Ludwinów został sprzedany nieznanym nabywcom, którzy w miejscy niewielkiego domku zarządcy zbudowali murowany dwór w stylu późnoklasycystycznym. Obok założony został rozległy park, do którego włączono część pobliskiego lasu. W 1881 roku majątek w wyniku licytacji nabył Piotr Szeliski herbu Szeliga. Jego ostatnią właścicielką (formalnie do 1944 roku) była Maria Szeliska h. Szeliga. Po agresji ZSRR na Polskę w 1939 roku dobra zostały rozparcelowane a obiekt upaństwowiono. Dwór zaczął niszczeć w okresie II wojny światowej, po czym został niemal doszczętnie zrujnowany w latach powojennych.
W 1988 roku resztki dworu wraz z pozostałościami rozległego zespołu parkowego kupił Marek Karp, twórca Ośrodka Studiów Wschodnich i znany specjalista od spraw wschodnich. Do 1991 roku odbudował obiekt na podstawie dokumentacji od konserwatora zabytków. Dwór stanął dokładnie w tym samym miejscu co niegdyś.

## Opis
Murowany dwór o wymiarach 30 × 12 metrów ma wszystkie cechy tradycyjnego polskiego dworu w stylu klasycystycznym. Jest budowlą dziewięcioosiową, parterową, w części środkowej podniesioną o piętro. Od strony elewacji frontowej znajduje się płytki ryzalit z portykiem składającym się z dwóch par kolumn pseudotoskańskich. Nad głównym wejściem znajduje się niewielki balkon z żelazną balustradą w duchu barokowym. W elewacji ogrodowej znajduje się dwukondygnacyjny pseudoryzalit. Nad tarasem znajduje się taras górny, wspierany przez dwie kolumny. Dwór posiada wysoki, czterospadowy dach krytym gontem. Po obu stronach portyku ożywiają go trzy niewielkie lukarny zamknięte łukiem ostrym. Naroża obiektu są boniowane. Wnętrze dworu zachowało tradycyjny układ dwutraktowy.

## Otoczenie dworu
W bezpośrednim otoczeniu dworu wzniesiono zabudowania gospodarcze w stylu dawnego folwarku szlacheckiego, zaprojektowane przez Czesława Bieleckiego. Z dawnych zabudowań folwarcznych przetrwał dwukondygnacyjny, murowany spichlerz z II poł. XIX wieku na planie prostokąta.
Na południe od dworu znajduje się odnowiony park krajobrazowy o powierzchni 17 ha z poł. XIX w. Pierwotnie cechowały go malowniczo rozrzucone skupiska starych drzew, głównie modrzewie (blisko 100), dęby, wiązy i sosny wejmutki. Podczas II wojny światowej i w latach powojennych wiele starych drzew zostało wyciętych. Na osi dworu znajduje się duże centralne wnętrze, spacerowe aleje lipowe i układ stawów. Osie widokowe otwierają się na rozlewiska rzeki Klukówki i bazylikę św. Piotra i św. Pawła w Leśnej Podlaskiej. Na zamknięciu polany przed dworem stoi kamienna figura Matki Boskiej z II poł. XIX w.